# Operophtera hyperborea
Operophtera hyperborea är en fjärilsart som beskrevs av George Duryea Hulst 1896. Operophtera hyperborea ingår i släktet Operophtera och familjen mätare. Inga underarter finns listade i Catalogue of Life.